# Associazione Calcio Femminile Aircargo Agliana 2002-2003
Questa voce raccoglie le informazioni riguardanti l'Associazione Calcio Femminile Aircargo Agliana nelle competizioni ufficiali della stagione 2002-2003.

## Divise e sponsor
Lo sponsor principale era Aircargo Italia mentre il fornitore delle tenute era Umbro.

## Organigramma societario
Area amministrativa
- Presidente: Francesco Marrassini
- Dirigente: Becheroni

Area tecnica
- Allenatore: Andrea Turini (dalla 1ª alla 19ª giornata)[2]
- Allenatore: Elvira Pitanti (dalla 20ª alla 26ª giornata)[3]
- Preparatrice atletica: Elena Castellini

## Rosa
Rosa delle convocate al primo raduno del 17 agosto 2002 a Fanano
| N. |                   | Ruolo | Calciatrice                 |
| -- | ----------------- | ----- | --------------------------- |
|    | Italia (bandiera) | P     | Enrica Ferrante             |
|    | Italia (bandiera) | P     | Elena Fondi                 |
|    | Italia (bandiera) | P     | Raffaella Piattoli          |
|    | Italia (bandiera) | D     | Valentina Bartoli           |
|    | Italia (bandiera) | D     | Chiara Cacciatori           |
|    | Italia (bandiera) | D     | Cristina Ugolini            |
|    | Italia (bandiera) | C     | Silvia Baldi                |
|    | Italia (bandiera) | C     | Lucia Balestri              |
|    | Italia (bandiera) | C     | Monica Colombino (capitano) |
|    | Italia (bandiera) | C     | Caterina Di Costanzo        |
|    | Italia (bandiera) | C     | Alessia Fadda               |
|    | Italia (bandiera) | C     | Marika Lacalaprice          |
|    | Italia (bandiera) | C     | Anita Lanzuise              |
|    | Italia (bandiera) | C     | Paola Mauro                 |

| N. |                   | Ruolo | Calciatrice         |
| -- | ----------------- | ----- | ------------------- |
|    | Italia (bandiera) | C     | Selvaggia Palombini |
|    | Italia (bandiera) | C     | Elvira Pitanti      |
|    | Italia (bandiera) | A     | Serena Ciardelli    |
|    | Italia (bandiera) | A     | Claudia Cuccu       |
|    | Italia (bandiera) | A     | Luisa Del Bontà     |
|    | Italia (bandiera) | A     | Mia Orlandini       |
|    | Italia (bandiera) | A     | Ilaria Pizzichi     |
|    | Italia (bandiera) | A     | Francesca Sabato    |
|    | Italia (bandiera) | A     | Veronica Tardelli   |
|    | Italia (bandiera) | ?     | ?. Abbate           |
|    | Italia (bandiera) | ?     | ?. Cirillo          |
|    | Italia (bandiera) | ?     | ?. Lamparelli       |
|    | Italia (bandiera) | ?     | ?. Romiti           |
|    | Italia (bandiera) | ?     | ?. Santanni         |

## Calciomercato

### Sessione estiva
| Acquisti | Acquisti          | Acquisti  | Acquisti   |
| R.       | Nome              | da        | Modalità   |
| -------- | ----------------- | --------- | ---------- |
| P        | Elena Fondi       | Grosseto  | svincolata |
| D        | Chiara Cacciatori | Piazza 96 |            |
| C        | Alessia Fadda     | Olbia     | svincolata |
| C        | Paola Mauro       | Valdarno  | svincolata |
| A        | Claudia Cuccu     | Olbia     | svincolata |
| A        | Mia Orlandini     | Piazza 96 |            |

| Cessioni | Cessioni           | Cessioni           | Cessioni   |
| R.       | Nome               | a                  | Modalità   |
| -------- | ------------------ | ------------------ | ---------- |
| P        | Laura Carlesi      |                    | svincolata |
| D        | Michela Iacomini   | Lucca 7            | svincolata |
| A        | Fabiana Colasuonno | Torres Terra Sarda | svincolata |

### Sessione invernale
| Acquisti | Acquisti        | Acquisti | Acquisti   |
| R.       | Nome            | da       | Modalità   |
| -------- | --------------- | -------- | ---------- |
| P        | Enrica Ferrante |          | svincolata |

| Cessioni | Cessioni | Cessioni | Cessioni |
| R.       | Nome     | a        | Modalità |
| -------- | -------- | -------- | -------- |
|          |          |          |          |

## Risultati

### Serie A

#### Girone di andata
| Agliana 14 settembre 2002, ore 15:00 CEST 1ª giornata | Agliana   | 1 – 0 referto | Letti Cosatto Tavagnacco | Stadio comunale Germano Bellucci |
| \| \| \| \| \| Ugolini 65’ \| Marcatori \| \|         |           |               |                          |                                  |
|                                                       |           |               |                          |                                  |
| Ugolini 65’                                           | Marcatori |               |                          |                                  |

| 21 settembre 2002, ore 16:00 CEST 2ª giornata | Enterprise Lazio | 10 – 0 | Agliana |  |

| Arbitro: | Spinelli (Roma) |

|  |           |                                      |
|  | Marcatori | 4’ Tona 32’ (rig.) Novelli 76’ Hofer |

| Verona 19 ottobre 2002, ore 15:30 CEST 4ª giornata | Foroni Verona | 7 – 0 | Agliana |  |

| Arbitro: | Vitulano (Livorno) |

|                                         |           |                                                |
| Ciardelli 10’ Fadda 32’ Di Costanzo 85’ | Marcatori | 29’ Crosina 40’ Paliotti 72’ (rig.) Gabbiadini |

| Lucca 2 novembre 2002, ore 14:30 CET 6ª giornata                         | Lucca 7   | 0 – 3 referto                          | Agliana |  |
| \| \| \| \| \| \| Marcatori \| 23’ Ciardelli 27’ Cuccu 28’ (aut.) ??? \| |           |                                        |         |  |
|                                                                          |           |                                        |         |  |
|                                                                          | Marcatori | 23’ Ciardelli 27’ Cuccu 28’ (aut.) ??? |         |  |

| Agliana 9 novembre 2002, ore 14:30 CEtT 7ª giornata     | Agliana   | 1 – 1 referto | ACF Milan | Stadio comunale Germano Bellucci |
| \| \| \| \| \| Ugolini 83’ \| Marcatori \| 42’ Carta \| |           |               |           |                                  |
|                                                         |           |               |           |                                  |
| Ugolini 83’                                             | Marcatori | 42’ Carta     |           |                                  |

| Arbitro: | Petroselli (Viterbo) |

|                                       |           |           |
| Parejo 68’ Colasuonno 74’ Valenti 78’ | Marcatori | 53’ Cuccu |

| Arbitro: | Gennaro (Verona) |

|                 |           |              |
| Di Costanzo 35’ | Marcatori | 46’ Monzella |

| Calmasino, Bardolino 30 novembre 2002, ore 15:30 CET 10ª giornata | Bardolino | 1 – 0 referto | Agliana | Stadio comunale Belvedere |
| \| \| \| \| \| 5’ ??? \| Marcatori \| \|                          |           |               |         |                           |
|                                                                   |           |               |         |                           |
| 5’ ???                                                            | Marcatori |               |         |                           |

| Arbitro: | Arcangioli (Viareggio) |

|                                                      |           |  |
| Colombino 20’ Tardelli 30’, 77’ (rig.) Del Bontà 86’ | Marcatori |  |

| Como 14 dicembre 2002, ore 14:30 CET 12ª giornata | Como 2000 | 0 – 0 referto | Agliana |  |

| Arbitro: | Quercioli (Livorno) |

|                             |           |  |
| Ciardelli 4’, 57’ Fadda 23’ | Marcatori |  |

#### Girone di ritorno
| Tavagnacco 23 gennaio 2003, ore 14:30 CET 14ª giornata               | Letti Cosatto Tavagnacco | 1 – 2 referto          | Agliana | Stadio comunale |
| \| \| \| \| \| I. Mauro 7’ \| Marcatori \| 53’ P. Mauro 75’ Cuccu \| |                          |                        |         |                 |
|                                                                      |                          |                        |         |                 |
| I. Mauro 7’                                                          | Marcatori                | 53’ P. Mauro 75’ Cuccu |         |                 |

| Arbitro: | Biancini (Firenze) |

|               |           |                                                               |
| Ciardelli 37’ | Marcatori | 7’ (rig.) Zorri 58’ Panico 62’, 80’, 88’ Marsico 65’ Frollani |

| Monza 25 gennaio 2003, ore 14:30 CET 16ª giornata | Fiammamonza | 2 – 2 | Agliana | Stadio Gino Alfonso Sada |

| Arbitro: | Romano (Pisa) |

|  |           |                                         |
|  | Marcatori | 17’ Tagliacarne 21’ Gazzoli 83’ Guarino |

| 8 febbraio 2003, ore 14:30 CET 18ª giornata       | Bergamo R | 1 – 0 referto | Agliana |  |
| \| \| \| \| \| Oberlechner 25’ \| Marcatori \| \| |           |               |         |  |
|                                                   |           |               |         |  |
| Oberlechner 25’                                   | Marcatori |               |         |  |

| Agliana 22 febbraio 2003, ore 14:30 CET 19ª giornata                                           | Agliana   | 1 – 3 referto                                | Lucca 7 | Campo sportivo Barontini - Sussidiario |
| \| \| \| \| \| Di Costanzo 70’ \| Marcatori \| 29’ Fuselli 37’ (rig.) Fiorini 2t’ La Monica \| |           |                                              |         |                                        |
|                                                                                                |           |                                              |         |                                        |
| Di Costanzo 70’                                                                                | Marcatori | 29’ Fuselli 37’ (rig.) Fiorini 2t’ La Monica |         |                                        |

| 1º marzo 2003, ore 15:00 CET 20ª giornata                                              | ACF Milan | 1 – 3 referto                           | Agliana |  |
| \| \| \| \| \| Zambetti 88’ \| Marcatori \| 26’ Di Costanzo 28’ Cuccu 74’ Ciardelli \| |           |                                         |         |  |
|                                                                                        |           |                                         |         |  |
| Zambetti 88’                                                                           | Marcatori | 26’ Di Costanzo 28’ Cuccu 74’ Ciardelli |         |  |

| Arbitro: | Spinelli (Roma) |

|                        |           |  |
| Di Costanzo 21’ (rig.) | Marcatori |  |

| Palermo 15 marzo 2003, ore 15:00 CET 22ª giornata                | Ludos Palermo | 1 – 1 referto | Agliana |  |
| \| \| \| \| \| Buttaccio Tardio 22’ \| Marcatori \| 75’ Cuccu \| |               |               |         |  |
|                                                                  |               |               |         |  |
| Buttaccio Tardio 22’                                             | Marcatori     | 75’ Cuccu     |         |  |

| Agliana 5 aprile 2003, ore 15:00 CEST 23ª giornata     | Agliana   | 1 – 1 referto | Bardolino | Campo sportivo Barontini - Sussidiario |
| \| \| \| \| \| Fadda 15’ \| Marcatori \| 54’ Pasqui \| |           |               |           |                                        |
|                                                        |           |               |           |                                        |
| Fadda 15’                                              | Marcatori | 54’ Pasqui    |           |                                        |

| 26 aprile 2003, ore 16:00 CEST 24ª giornata | Valdarno | 0 – 2 | Agliana |  |

| Agliana 3 maggio 2003, ore 16:00 CEST 25ª giornata                                                | Agliana   | 6 – 3 referto        | Como 2000 | Campo sportivo Barontini - Sussidiario |
| \| \| \| \| \| Cuccu ?’, ?’ Ciardelli ?’, ?’ Fadda ?’, ?’ \| Marcatori \| ?’ ??? ?’ ??? ?’ ??? \| |           |                      |           |                                        |
|                                                                                                   |           |                      |           |                                        |
| Cuccu ?’, ?’ Ciardelli ?’, ?’ Fadda ?’, ?’                                                        | Marcatori | ?’ ??? ?’ ??? ?’ ??? |           |                                        |

| 10 maggio 2003, ore 16:00 CEST 26ª giornata           | Torino    | 0 – 2 referto       | Agliana |  |
| \| \| \| \| \| \| Marcatori \| 1t’ Cuccu 2t’ Baldi \| |           |                     |         |  |
|                                                       |           |                     |         |  |
|                                                       | Marcatori | 1t’ Cuccu 2t’ Baldi |         |  |

### Coppa Italia
| Napoli 21 dicembre 2002, ore 14:30 CET Terza fase | Sporting Casalnuovo  | 2 – 2 (d.t.s.) (d.c.r.) referto | Agliana |  |
| \| \| \| \| \| \| Tiri di rigore 4 – 2 \| \|      |                      |                                 |         |  |
|                                                   |                      |                                 |         |  |
|                                                   | Tiri di rigore 4 – 2 |                                 |         |  |

## Statistiche

### Statistiche di squadra
| Competizione | Punti | In casa | In casa | In casa | In casa | In casa | In casa | In trasferta | In trasferta | In trasferta | In trasferta | In trasferta | In trasferta | Totale | Totale | Totale | Totale | Totale | Totale | DR  |
| Competizione | Punti | G       | V       | N       | P       | Gf      | Gs      | G            | V            | N            | P            | Gf           | Gs           | G      | V      | N      | P      | Gf     | Gs     | DR  |
| ------------ | ----- | ------- | ------- | ------- | ------- | ------- | ------- | ------------ | ------------ | ------------ | ------------ | ------------ | ------------ | ------ | ------ | ------ | ------ | ------ | ------ | --- |
| Serie A      | 37    | 13      | 5       | 4       | 4       | 23      | 24      | 13           | 5            | 3            | 5            | 16           | 27           | 26     | 10     | 7      | 9      | 39     | 51     | -12 |
| Coppa Italia | -     | 0       | 0       | 0       | 0       | 0       | 0       | 1            | 0            | 1            | 0            | 2            | 2            | 1      | 0      | 1      | 0      | 2      | 2      | +2  |
| Totale       | -     | 13      | 5       | 4       | 4       | 23      | 24      | 14           | 5            | 4            | 5            | 18           | 29           | 27     | 10     | 0      | 9      | 43     | 53     | -10 |

### Andamento in campionato
| Giornata  | 1 | 2 | 3 | 4 | 5 | 6 | 7 | 8 | 9 | 10 | 11 | 12 | 13 | 14 | 15 | 16 | 17 | 18 | 19 | 20 | 21 | 22 | 23 | 24 | 25 | 26 |
| --------- | - | - | - | - | - | - | - | - | - | -- | -- | -- | -- | -- | -- | -- | -- | -- | -- | -- | -- | -- | -- | -- | -- | -- |
| Luogo     | C | T | C | T | C | T | C | T | C | T  | C  | T  | C  | T  | C  | T  | C  | T  | C  | T  | C  | T  | C  | T  | C  | T  |
| Risultato | V | P | P | P | N | V | N | P | N | P  | V  | N  | V  | V  | P  | N  | P  | P  | P  | V  | V  | N  | N  | V  | V  | V  |
| Posizione |   |   |   | 9 |   |   |   |   |   | 9  |    | 7  |    |    |    |    |    |    |    |    |    | 7  | 7  | 7  | 7  | 7  |

Legenda:

Luogo: C = Casa; T = Trasferta. Risultato: V = Vittoria; N = Pareggio; P = Sconfitta.

### Statistiche delle giocatrici
| Giocatore      | Serie A  | Serie A | Serie A     | Serie A    | Coppa Italia | Coppa Italia | Coppa Italia | Coppa Italia | Totale   | Totale | Totale      | Totale     |
| Giocatore      | Presenze | Reti    | Ammonizioni | Espulsioni | Presenze     | Reti         | Ammonizioni  | Espulsioni   | Presenze | Reti   | Ammonizioni | Espulsioni |
| -------------- | -------- | ------- | ----------- | ---------- | ------------ | ------------ | ------------ | ------------ | -------- | ------ | ----------- | ---------- |
| ?. Abbate      | ?        | ?       | ?           | ?          | ?            | ?            | ?            | ?            | ?        | ?      | ?           | ?          |
| S. Baldi       | ?        | ?       | ?           | ?          | ?            | ?            | ?            | ?            | ?        | ?      | ?           | ?          |
| L. Balestri    | ?        | ?       | ?           | ?          | ?            | ?            | ?            | ?            | ?        | ?      | ?           | ?          |
| V. Bartoli     | ?        | ?       | ?           | ?          | ?            | ?            | ?            | ?            | ?        | ?      | ?           | ?          |
| C. Cacciatori  | ?        | ?       | ?           | ?          | ?            | ?            | ?            | ?            | ?        | ?      | ?           | ?          |
| ?. Cirillo     | ?        | ?       | ?           | ?          | ?            | ?            | ?            | ?            | ?        | ?      | ?           | ?          |
| M. Colombino   | ?        | ?       | ?           | ?          | ?            | ?            | ?            | ?            | ?        | ?      | ?           | ?          |
| C. Cuccu       | ?        | ?       | ?           | ?          | ?            | ?            | ?            | ?            | ?        | ?      | ?           | ?          |
| L. Del Bontà   | ?        | ?       | ?           | ?          | ?            | ?            | ?            | ?            | ?        | ?      | ?           | ?          |
| C. Di Costanzo | ?        | ?       | ?           | ?          | ?            | ?            | ?            | ?            | ?        | ?      | ?           | ?          |
| A. Fadda       | ?        | ?       | ?           | ?          | ?            | ?            | ?            | ?            | ?        | ?      | ?           | ?          |
| E. Ferrante    | ?        | -?      | ?           | ?          | ?            | ?            | ?            | ?            | ?        | 0+     | ?           | ?          |
| E. Fondi       | ?        | -?      | ?           | ?          | ?            | ?            | ?            | ?            | ?        | 0+     | ?           | ?          |
| M. Lacalaprice | ?        | ?       | ?           | ?          | ?            | ?            | ?            | ?            | ?        | ?      | ?           | ?          |
| ?. Lamparelli  | ?        | ?       | ?           | ?          | ?            | ?            | ?            | ?            | ?        | ?      | ?           | ?          |
| A. Lanzuise    | ?        | ?       | ?           | ?          | ?            | ?            | ?            | ?            | ?        | ?      | ?           | ?          |
| M. Orlandini   | ?        | ?       | ?           | ?          | ?            | ?            | ?            | ?            | ?        | ?      | ?           | ?          |
| S. Palombini   | ?        | ?       | ?           | ?          | ?            | ?            | ?            | ?            | ?        | ?      | ?           | ?          |
| R. Piattoli    | ?        | -?      | ?           | ?          | ?            | ?            | ?            | ?            | ?        | 0+     | ?           | ?          |
| E. Pitanti     | ?        | ?       | ?           | ?          | ?            | ?            | ?            | ?            | ?        | ?      | ?           | ?          |
| I. Pizzichi    | ?        | ?       | ?           | ?          | ?            | ?            | ?            | ?            | ?        | ?      | ?           | ?          |
| ?. Romiti      | ?        | ?       | ?           | ?          | ?            | ?            | ?            | ?            | ?        | ?      | ?           | ?          |
| ?. Santanni    | ?        | ?       | ?           | ?          | ?            | ?            | ?            | ?            | ?        | ?      | ?           | ?          |
| F. Sabato      | ?        | ?       | ?           | ?          | ?            | ?            | ?            | ?            | ?        | ?      | ?           | ?          |
| V. Tardelli    | ?        | ?       | ?           | ?          | ?            | ?            | ?            | ?            | ?        | ?      | ?           | ?          |
| C. Ugolini     | ?        | ?       | ?           | ?          | ?            | ?            | ?            | ?            | ?        | ?      | ?           | ?          |